# فرئول کانار
فرئول کانار (فرانسوی: Ferréol Cannard‎؛ زادهٔ ۲۸ مهٔ ۱۹۷۸) ورزشکار دوگانه اهل فرانسه بود.